# Башта (зброя)
Ба́шта (рідше вежа) — верхня обертова частина корпусу танка або броньованого автомобіля; вишка на судні, в якій містяться гармати й кулемети.

## Загальний опис
Рухома установка ракетного або артилерійського озброєння на військовому бойовому транспортному засобі (кораблі, танку, бронеавтомобілі, самохідно-артилерійській установці) або фортифікаційній споруді з круговим обертанням (сектор горизонтального обстрілу може бути обмежений зовнішніми стосовно башти елементами конструкції).
Як правило, башта має бронювання, призначене для захисту розміщених в ній гармат, пускових установок, прицілів, механізмів і обслуги від вогню противника. У фортифікаційних довготривалих споруд, танків і великих кораблів (лінкорів, крейсерів) гарматні башти мають повне і достатньо потужне бронювання, тоді як легші і частково броньовані баштові установки властиві для легкої бронетехніки (БТР, ЗСУ, бронеавтомобілів) і невеликих кораблів (есмінців, тральщиків, катерів). Конструктивно башта складається з рухомого бронекорпусу, що спирається своїм верхнім погоном на нерухомий нижній погон підбаштової коробки, листа або палуби. Між погонами розташовуються кульки, для зменшення сил опору обертанню, що виникають в процесі повороту башти в заданому напрямку. Нижній нерухомий баштовий погон і розташовані в його концентричних обоймах кульки, утворюють кулькову опору рухомого бронекорпусу, башти, утримуючи його вагу і зменшуючи сили опору, що виникають в процесі повороту башти в заданому напрямку.
Баштові установки забезпечуються різноманітними механізмами повороту, які можуть бути як чисто ручними, так і використовувати електричний, гідравлічний, паровий або пневматичний привод.
Встановлювані всередині башти вузли і агрегати визначаються її призначенням. Для гарматної башти це будуть механізми установки гармат на заданий кут підйому, приціли. У разі відсутності автоматичного або повністю механізованого заряджання там же будуть знаходитися номери розрахунку, відповідальні за цю операцію. Управління вогнем башти може здійснюватися як зсередини неї, так і віддалено за допомогою автоматики і телемеханіки, проводовим способом або радіокомандами.

## Флот
На кораблях башти з'являються з 1850-х років (перші проєкти гарматних башт датуються ще кінцем XVIII ст.), незабаром витіснивши батарейні палуби. У 1880-х роках з нею суперничає барбет, але переваги баштового компонування беруть верх.

Анімація заряджання корабельної башти
Башта лінкора «Айова» з 406-мм гарматами

## Бронетехніка
Башти широко застосовуються для встановлення озброєння на військову техніку, зокрема, танків, бойових машин піхоти, самохідних артилерійських установок тощо.

### Історія

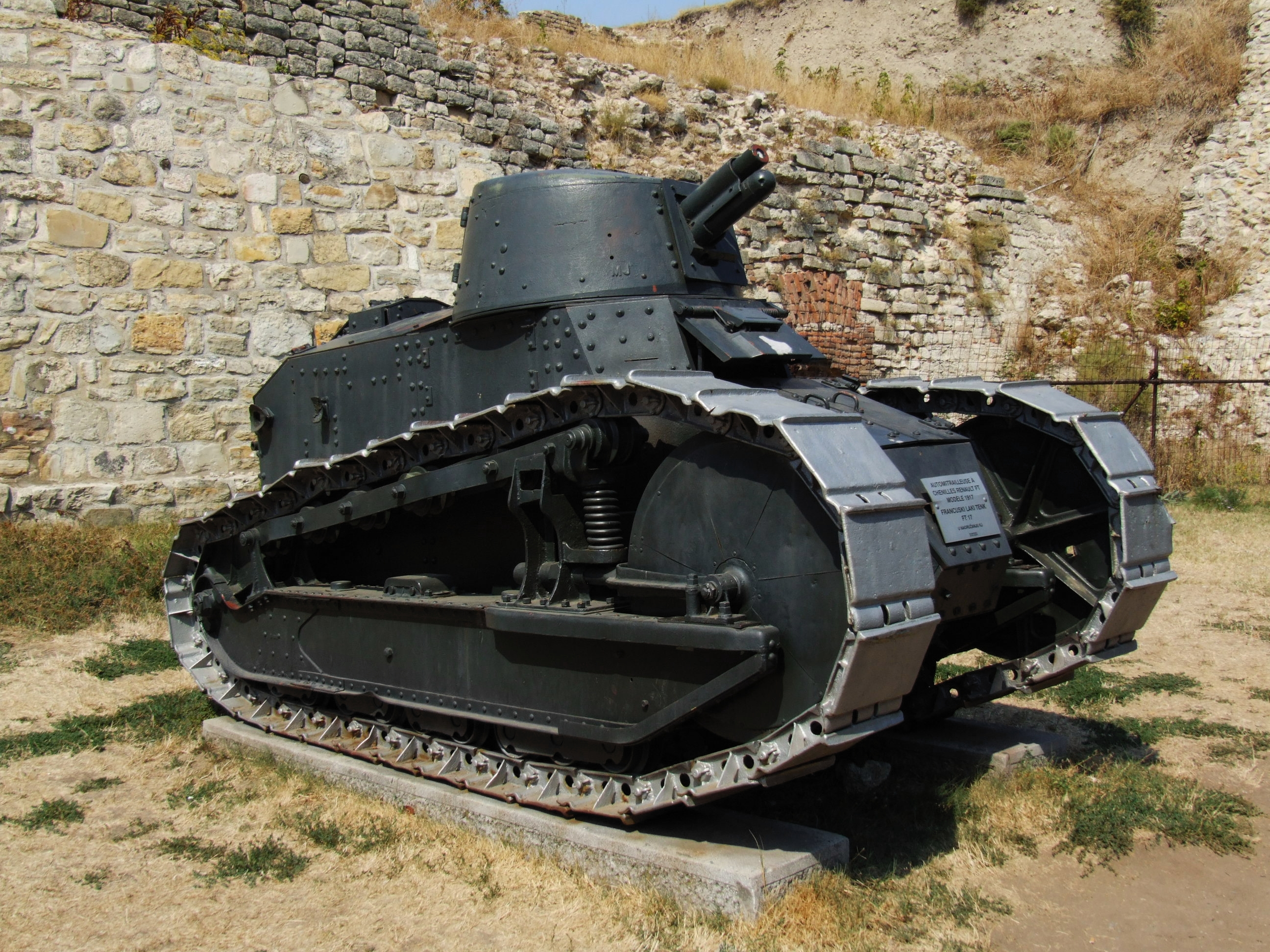
Renault FT, перший серійний танк із баштою

Перша пропозиція щодо встановлення башти на наземну броньовану машину з'явилась 1899 року у Великій Британії. 1904 року компанія Austro-Daimler збудувала бронеавтомобіль із баштою, а впродовж 1914—1915 з'явилось багато подібних конструкцій. Ранні британські (Mark I і наступники, Medium A тощо), французькі (Schneider CA1, St-Chamond) та німецькі (A7V) танки Першої світової не мали башт. Вперше компонування з баштою, яке нині вважається класичним, було реалізовано на французькому легкому танку Renault FT, розробленому 1916 року. Його башта вміщувала лише одного члена екіпажу, що було характерно й для багатьох інших танків, як німецький Panzer I, радянські легкі танки включно з Т-70, французькі SOMUA S35 тощо. Головною проблемою таких башт було покладання завеликої кількості задач на одну людину: командир мав спостерігати за полем бою, командувати танком, наводити та заряджати озброєння, що робило танк менш ефективним.
У 1930-ті почали набувати поширення башти для двох осіб, що все одно перевантажувало командира, який мав або вести вогонь з гармати (як у Т-34-76), або заряджати її, не маючи змоги приділяти всю увагу до оцінки ситуації на полі бою та командуванню танка. Це не було великою проблемою для легких танків, призначених переважно для розвідки, тому навіть пізніші розвідувальні танки та бронеавтомобілі могли мати таке компонування.
Для максимальної ефективності танка, що бере безпосередню участь у бойових діях, командир має бути повністю залучений до спостереження та управління. Так почали з'являтись башти на трьох осіб: командир, навідник і заряджальник. Вперше це було втілено в британських A1E1 і A7, створених у 1920-ті та набуло поширення в 1930-ті. Наприклад, такі башти мали німецькі Panzer III та Panzer IV. Практично всі середні й важкі танки Другої світової отримали башти для трьох осіб. У танках з автоматом заряджання, як радянські Т-64 і Т-72 та корейський K2 Black Panther[джерело?], башта містить двох осіб, оскільки роль заряджальника виконує механізм.

### Будова
Деякі танки мають автомат заряджання, розміщений у башті. Існують два основні способи його розміщення: в забаштовій ніші та в корзині башти. Перший спосіб застосовано на французькому Leclerc і японському «Тип 90», тоді як другий є характерним для радянських танків, починаючи з Т-64.

### Різновиди

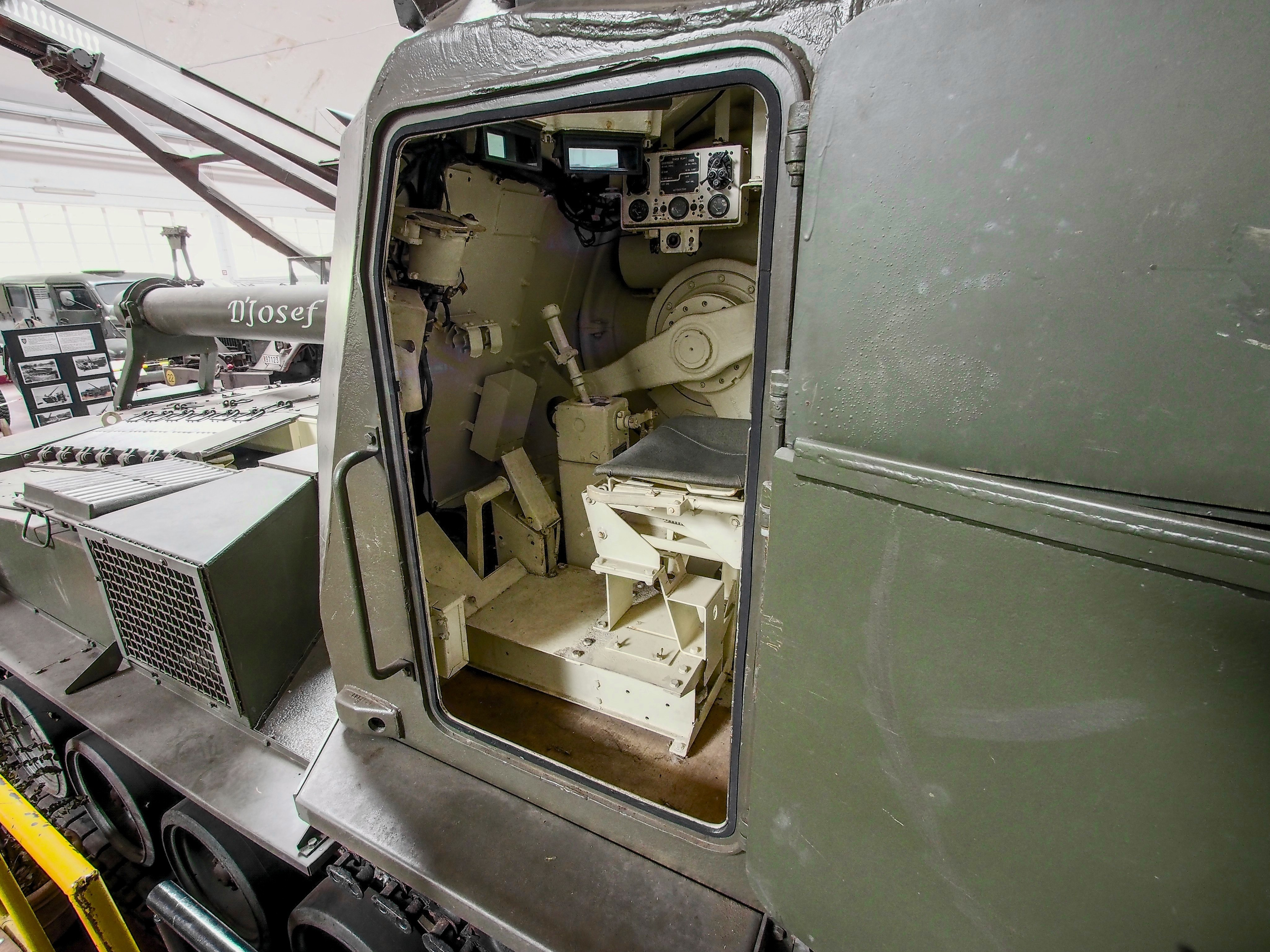
Робоче місце механіка-водія в башті M55

Упродовж історії було створено низку специфічних різновидів башт.
Хитна башта складається з двох частин, з яких нижня обертається в горизонтальній площині, а верхня має жорстко закріплену гармату та наводиться вертикально поворотом відносно нижньої. Такі машини розроблялись із кінця 1940-х у Франції (Panhard EBR, AMX-13, AMX-50) та пізніше в інших країнах (T42 і T69 у США, SK105 Kürassier в Австрії). Така конструкція зазвичай передбачала автомат заряджання в забаштовій ніші. Це, з одного боку, спрощувало конструкцію автомата, а з іншого — обмежувало готовий до використання боєкомплект і робило його доволі вразливим. Також велика винесена частина башти дуже сильно обмежувала кут наведення вгору: наприклад, у AMX-13 він складав лише 12,5°. Іншим недоліком була практична неможливість герметизація від води при форсуванні водойм і від ЗМУ. Загалом недоліків було більше, ніж переваг, тож у 1950-ті від хитних башт відмовились.
У 1950-ті були спроби розробити башти з малою площею фронтальної проєкції для зменшення ймовірності ураження танка. Прикладами таких були M60A2 та Merkava Mk 2. Радянські танки, починаючи з Т-54 використовували малогабаритні башти, результатом чого стали дуже обмежені кути опускання гармати, до 4°, порівняно з 8—10° у сучасників. Це зменшувало вагу та розміри, але змушувало їх значно більшою мірою висовуватись із-за пагорбів та укриттів. Поява багатошарової композитної броні призвела до збільшення розмірів башт: так, площа фронтальної проєкції башти M1 Abrams складає близько 3 м² порівняно з 2 м² у попередників зі сталевою бронею.
Існували спроби створити бронетехніку з винесеним озброєнням або з незалюдненими баштами. Однією з перших таких спроб був британський COMRES 75 з  83,4-мм гарматою на шасі Comet, розроблений 1952 року. В США впродовж 1970-х —1980-х створили низку дослідних зразків, як Expeditionary Tank, Tank Test Bed тощо.
Також існували зразки танків з екіпажем, повністю розміщеним у башті. Це дозволяло суттєво зменшити розмір танка, оскільки місце механіка-водія більше не потребувало відповідної висоти корпусу. Перші такі проєкти з'явились у другій половині 1940-х, наприклад, їх розробляли Chrysler. У Франції 1956 року розробили легкий танк AMX ELC, щоправда, він міг їхати лише з гарматою вперед і стріляти лише нерухомо. Впродовж 1960-х США з Німеччиною спільно розробляли основний бойовий танк MBT-70 з екіпажем у башті. Механік-водій перебував у капсулі, що оберталась у бік, протилежний обертанню башти. Втім, розташування капсули не по центру дезорієнтувало водія та суттєво ускладнювало під'єднання систем керування. Деякі американські серійні САУ (M52, M53/M55) мали обертові башти з місцем водія всередині, але це не було проблемою, оскільки вони мали обмежений сектор обертання та не були призначені для стрільби в русі.

### Галерея

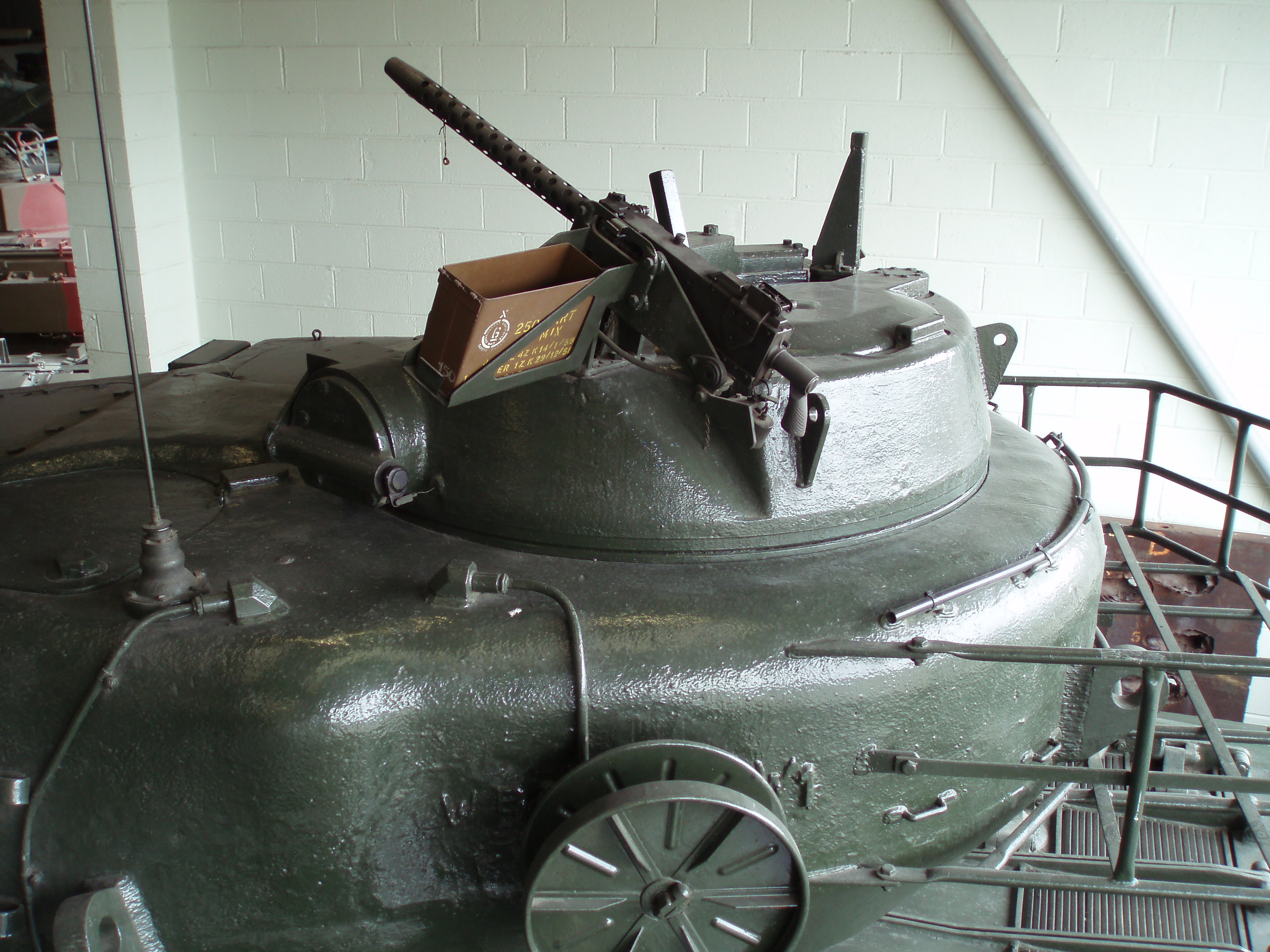
Командирська башточка з кулеметом на башті танка Conqueror
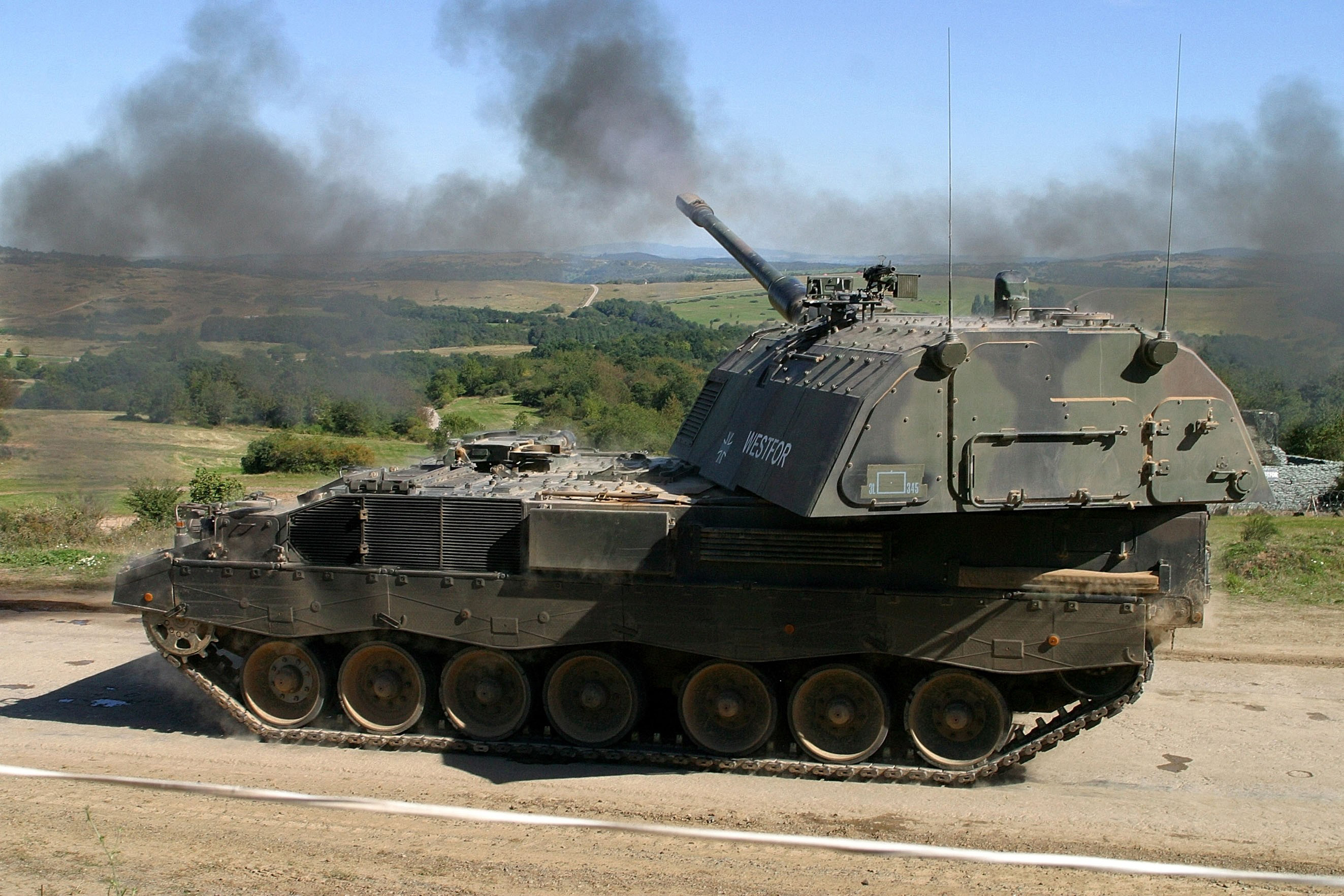
Самохідна гаубиця PzH 2000 веде вогонь з повернутою баштою